# Sveriges ambassad i La Paz
Sveriges ambassad i La Paz är Sveriges diplomatiska beskickning i Bolivia som är belägen i landets huvudstad La Paz. Beskickningen består av en ambassad, ett antal svenskar utsända av Utrikesdepartementet (UD) och lokalanställda. Ambassadör år 2010 var Marie Andersson de Frutos då den också öppnades. Den 19 september 2012 överlämnade ambassadör Marie Andersson de Frutos sina kreditivbrev i La Paz till president Evo Morales. Ambassadören var sidoackrediterad från ambassaden i Bogotá även för Quito och Caracas, men är numera representerad av en ambassadör på plats. 

## Beskickningschefer
| Namn                      | Period    | Funktion   | Ackreditering                                                      |
| ------------------------- | --------- | ---------- | ------------------------------------------------------------------ |
| Einar Modig               | 1930–1934 | Envoyé     | Sidoackrediterad från ambassaden i Lima.                           |
| Vilhelm Assarsson         | 1935–1937 | Envoyé     | Sidoackrediterad från ambassaden i Lima.                           |
| Gunnar Reuterskiöld       | 1937–1945 | Envoyé     | Sidoackrediterad från ambassaden i Lima.                           |
| Martin Kastengren         | 1945–1951 | Envoyé     | Sidoackrediterad från ambassaden i Lima.                           |
| Harry Eriksson            | 1951–1951 | Envoyé     | Sidoackrediterad från ambassaden i Lima.                           |
| Claes Westring            | 1952–1956 | Envoyé     | Sidoackrediterad från ambassaden i Lima.                           |
| Harry Bagge               | 1956–1962 | Envoyé     | Sidoackrediterad från ambassaden i Santiago de Chile.              |
| Carl Henrik Petersén      | 1962–1966 | Ambassadör | Sidoackrediterad från ambassaden i Lima.                           |
| Torsten Björck            | 1966–1974 | Ambassadör | Sidoackrediterad från ambassaden i Lima.                           |
| Göran Engblom             | 1975–1978 | Ambassadör | Sidoackrediterad från ambassaden i Lima.                           |
| Ulf Norström              | 1979–1982 | Ambassadör | Sidoackrediterad från ambassaden i Lima.                           |
| Cai Melin                 | 1982–1984 | Ambassadör | Sidoackrediterad från ambassaden i Lima.                           |
| Hans Linton               | 1984–1989 | Ambassadör | Sidoackrediterad från ambassaden i Lima.                           |
| Carl-Erhard Lindahl       | 1989–1992 | Ambassadör | Sidoackrediterad från ambassaden i Lima.                           |
| Lars Schönander           | 1992–1997 | Ambassadör | Sidoackrediterad från ambassaden i Lima.                           |
| Ulf Lewin                 | 1997–2000 | Ambassadör | Sidoackrediterad från ambassaden i Lima.                           |
| ?                         | ????–???? | Ambassadör | Sidoackrediterad från ambassaden i Lima till 2001 då den stängdes. |
| Martin Wilkens            | 2003–???? | Ambassadör |                                                                    |
| ?                         | ????–???? | Ambassadör |                                                                    |
| Marie Andersson de Frutos | 2010–2017 | Ambassadör | Sidoackrediterad från ambassaden i Bogotá.                         |
| Tommy Strömberg           | 2017–2019 | Ambassadör | Sidoackrediterad från ambassaden i Bogotá.                         |
| Helena Storm              | 2020–2021 | Ambassadör | Sidoackrediterad från ambassaden i Bogotá.                         |
| Nicolas Weeks             | 2021–2024 | Ambassadör |                                                                    |
| Johanna Teague            | 2024–idag | Ambassadör |                                                                    |